# Distretto di Xixiangtang
Il distretto di Xixiangtang (西乡塘区S, Xīxiāngtáng QūP) è un distretto della Cina, situato nella regione autonoma di Guangxi e amministrato dalla prefettura di Nanning.